# Danuta Beata Postnikoff
Danuta Beata Postnikoff, właśc. Danuta Beata Postnikoff–Moskalewicz (ur. 13 maja 1948 w Sopocie) – polska dziennikarka, reżyser i scenarzystka filmowa.

## Życiorys
Absolwentka Wydziału Nauk Społecznych Uniwersytetu Warszawskiego (1972), PWSFTviT w Łodzi (1978). Studiowała również na ASP w Warszawie (1967–1968). Autorka wielu filmów dokumentalnych i krótkometrażowych, zwłaszcza o problematyce społecznej. Obecnie współpracuje także z tygodnikiem Polityka. Współautorka reaktywacji Teatru Hybrydy.

### Działalność polityczna
W wyborach w 2019 kandydowała do Sejmu z warszawskiej listy SLD.

## Życie prywatne
Córka Pawła Postnikoffa, kapitana żeglugi wielkiej i majora AK, pochodzącego ze spolonizowanej rosyjskiej szlachty i Zenobii z Potockich.
Siostra dziennikarki i reżyser telewizyjnej i filmowej Ewy Cendrowskiej, matka dziennikarza Pawła Moskalewicza.
Mieszka w Warszawie.

## Filmografia
- Urszula Dudziak. Życie jest piękne., 2008, scenariusz i reżyseria
- Kres podróży, 2007, scenariusz i reżyseria
- Bez miejscówki, 2005, realizacja, scenariusz
- Trzy miłości, 2003, reżyseria, scenariusz
- Po drugiej stronie lustra, 2001, realizacja, scenariusz
- Rękopis znaleziony na wschodnim, 2000, realizacja, scenariusz
- Polski taniec, 1997, realizacja, scenariusz
- Cienie przyjaźni, 1997, realizacja
- Radio watykańskie, 1996, reżyseria
- Polski Panteon, 1994, reżyseria
- Przemiana czasu w przestrzeń, cz.1. Klinika lalek, 1993, realizacja, scenariusz
- Książnica narodowych pamiątek, 1992, realizacja, scenariusz
- Głos Ameryki, 1992, reżyseria
- Kosmopolak, 1990, reżyseria[4]
- Bar przy placu, 1988, reżyseria, scenariusz
- Tylko dla odważnych, 1987, reżyseria, scenariusz
- Szperando – Romeo i Julia z dzielnicy, 1985, realizacja, scenariusz
- Być kobietą, 1985, reżyseria, scenariusz
- Maraton, 1983, realizacja, scenariusz
- Czy tak?, 1983, reżyseria, scenariusz[5]
- Życiorysy – ambasador portu, 1979, reżyseria, scenariusz
- Nocny etat, 1977, realizacja, scenariusz

## Spektakle teatralne
- Pastorałki Nasze Codzienne (reżyseria) (nagranie dla TVP i TV Polonia), w Teatrze Hybrydy
- Śpiewogra wielkanocna (reżyseria) (nagranie płyty CD), w Teatrze Hybrydy.

## Nagrody filmowe
- 1998 – Nagroda specjalna im. Aleksandra Sidelnikowa (Międzynarodowy Festiwal Narodów Słowiańskich i Prawoslawnych Złoty Witeź) za Cienie przyjaźni.
- 1989 – Syrenka Warszawska, nagroda Klubu Krytyki Filmowej SD PRL (Ogólnopolski Festiwal Filmów Krótkometrażowych w Krakowie) za Bar przy placu
- 1989 – Brązowy Lajkonik (Ogólnopolski Festiwal Filmów Krótkometrażowych w Krakowie) za Bar przy placu
- 1988 – III nagroda (Festiwal Filmów Społeczno – Politycznych w Łodzi) za Bar przy placu